# Gourma-Rharous
Gourma-Rharous Cercle är en krets i Mali.   Den ligger i regionen Gao, i den centrala delen av landet, 800 km nordost om huvudstaden Bamako. Antalet invånare är 111 386. Arean är 45 000 kvadratkilometer.
Terrängen i Gourma-Rharous Cercle är huvudsakligen platt, men åt sydväst är den kuperad.